# بریستول آکوئیلا
بریستول آکوئیلا (به انگلیسی: Bristol Aquila) یک هواگرد ساختِ کارخانهٔ بریستول ایروپلین در کشور بریتانیا است .